# Pierre Beuchey
 (août 2012).
Si vous disposez d'ouvrages ou d'articles de référence ou si vous connaissez des sites web de qualité traitant du thème abordé ici, merci de compléter l'article en donnant les références utiles à sa vérifiabilité et en les liant à la section « Notes et références ».
Pierre Max Étienne Beuchey, dit Pierre Beuchey, né  le 2 mai 1931 à Besançon et mort le 12 décembre 2009 dans la même ville, est un sculpteur et écrivain français.

## Biographie
En 1942, Pierre Beuchey va à l'école des Chaprais, puis suit son cursus scolaire à mi-temps à l'école Paul Bert. Il fréquente alors pendant son temps libre l'atelier d'un ébéniste, le « Père Lambert », un ancien Compagnon.
Il entre à l'école des beaux-arts de Besançon en 1945, et se fait remarquer par ses professeurs de par son habileté. Il parfait ses connaissances auprès des tourneurs sur bois, des doreurs à la feuille, des vernisseurs au tampon. Il passe un CAP de sculpteur sur bois, puis entame une carrière alternant la restauration de meubles anciens, la réfection d'églises où il pratique la dorure à la feuille, et donne des cours de dessin à l'école d'horlogerie.
En 1977, il s'installe comme artisan d'art et travaille à la fois comme restaurateur d'intérieur chez des particuliers, et dans son atelier en intervenant sur du mobilier rustique et combinant les métiers d'ébéniste, de marqueteur et de peintre sur bois ou vernisseur au tampon.
En 1985 il s'inscrit au concours de Meilleur ouvrier de France, et en ressort finaliste. Multipliant les pistes de recherches, il expérimente l'anamorphose et la mosaïque. Mais il diffère de la marqueterie classique, où l'on appose les feuilles de bois côte à côte, pour les empiler successivement et, par ponçage, faire réapparaître par érosion les couches inférieures.
Le Salon des talents comtois lui consacre une rétrospective Pierre Beuchey du 20 au 22 novembre 2009.

## Œuvres littéraires
- Pierre, Max, Étienne, Mémoiries, 2004, 197 p. (ISBN 2915682038 et 9782915682038).